# Sankt Lars landskommun
Sankt Lars landskommun var en tidigare kommun i Östergötlands län.

## Administrativ historik
När 1862 års kommunalförordningar trädde i kraft inrättades i Sankt Lars socken i Åkerbo härad i Östergötland då denna kommun. I kommunen inrättades 28 september 1894 ett municipalsamhälle, Sankt Lars municipalsamhälle
Landskommunen uppgick 1911 i Linköpings stad som 1971 ombildades till Linköpings kommun.